# Prockiopsis calcicola
Prockiopsis calcicola är en tvåhjärtbladig växtart som beskrevs av George Edward Schatz och Lowry. Prockiopsis calcicola ingår i släktet Prockiopsis och familjen Achariaceae. Inga underarter finns listade i Catalogue of Life.